# Massimo Bonfatti

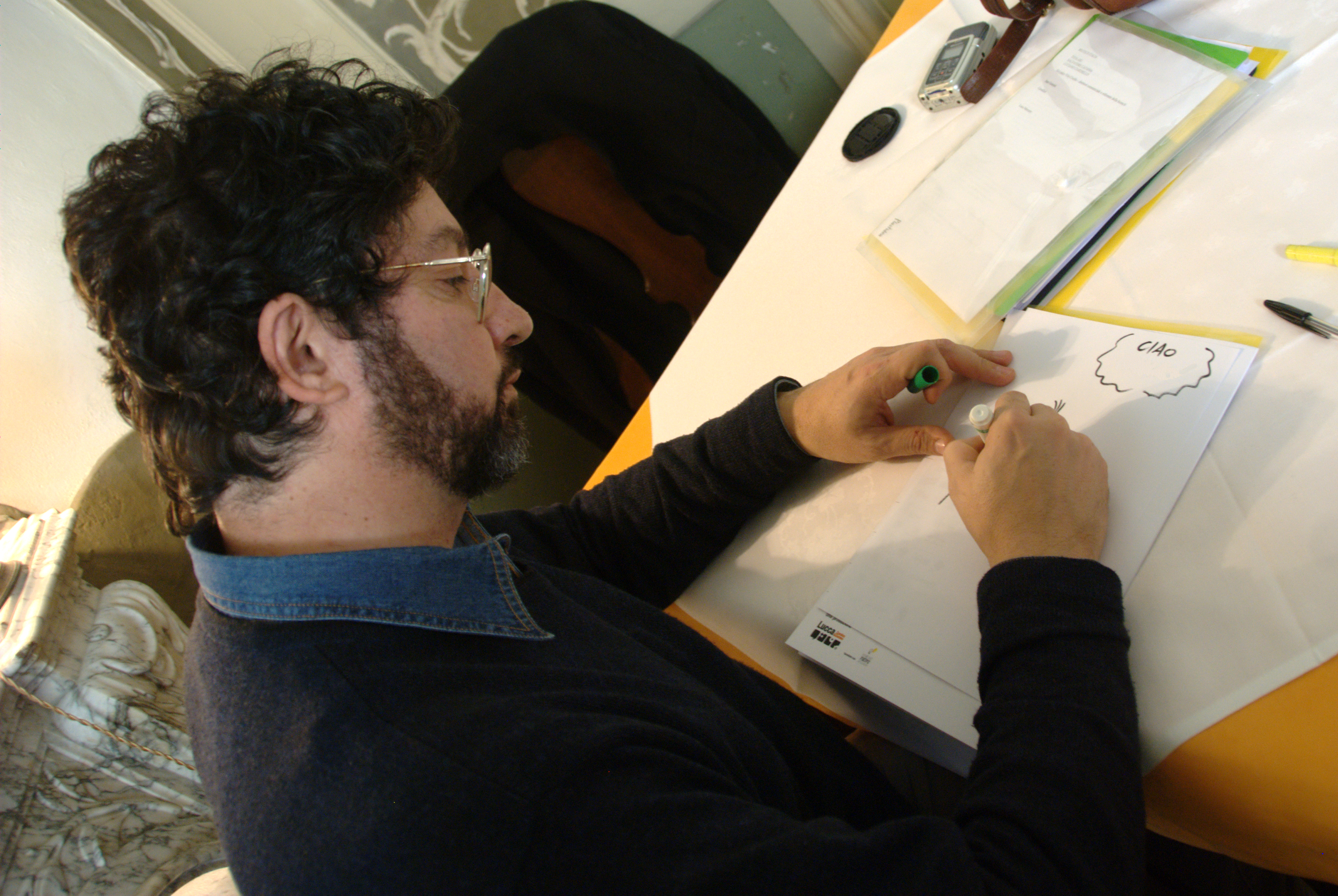
Massimo Bonfatti disegna Cattivik a Lucca Comics & Games 2009

Massimo Bonfatti, noto anche come Bonfa (Modena, 11 luglio 1960), è un fumettista italiano.

## Biografia
Nel 1975 inizia a lavorare a bottega presso Silver. Due anni dopo si iscrive all'Istituto d'arte di Modena e in seguito lavora presso gli studi di Bonvi, Roberto Ghiddi e Clod. Proprio in questo periodo inizia a lavorare con Silver alla testata Cattivik, di cui in breve tempo diverrà il disegnatore di punta, illustrandone anche la maggior parte delle copertine.
Nel 1986 ha lavorato per il periodico francese Pif gadget. Nel 1988 ha ricominciato a collaborare con Silver su Lupo Alberto e Cattivik. Lo stesso anno ha iniziato a pubblicare la sua serie I girovaghi. Ha realizzato vignette e illustrazioni per le agende Comix e Smemoranda.
Per la Sergio Bonelli Editore fra il 2001 e il 2007 ha disegnato i tre albi di Leo Pulp, scritto da Claudio Nizzi, parodia a fumetti del genere hard boiled americano. I tre albi sono stati ristampati nel 2011 dalla casa editrice SaldaPress. Nel 2005 ha realizzato Contratto col Ratto, una storia di Rat-Man, personaggio di Leo Ortolani, apparsa sul numero 48 della serie regolare.
Nel 2008 ha illustrato Capelli Lunghi, tratto da soggetto di un film mai realizzato dal maestro della commedia all'italiana, Mario Monicelli.
Nel 2014 inizia a lavorare per la versione italiana del fumetto The Walking Dead, scrivendo e disegnando la rubrica Tutto quello che avreste voluto sapere sugli zombie: il prof. Eutanasio Limortacci ve lo spiega! a partire dal numero 18 dell'edizione da edicola.
Nel 2015 ha disegnato, in collaborazione con Casty, la storia Tutto questo accadrà ieri, che segna il suo esordio nel mondo di Topolino. Nel 2018 collabora nuovamente con Casty per il sequel, dal titolo Tutto questo accadde domani, anticipato da quattro brevi prologhi comparsi sui numeri precedenti di Topolino.